# Cyaniris lucia
Cyaniris lucia är en fjärilsart som beskrevs av Kirby 1837. Cyaniris lucia ingår i släktet Cyaniris och familjen juvelvingar. Inga underarter finns listade i Catalogue of Life.